# Palacio de Betliar

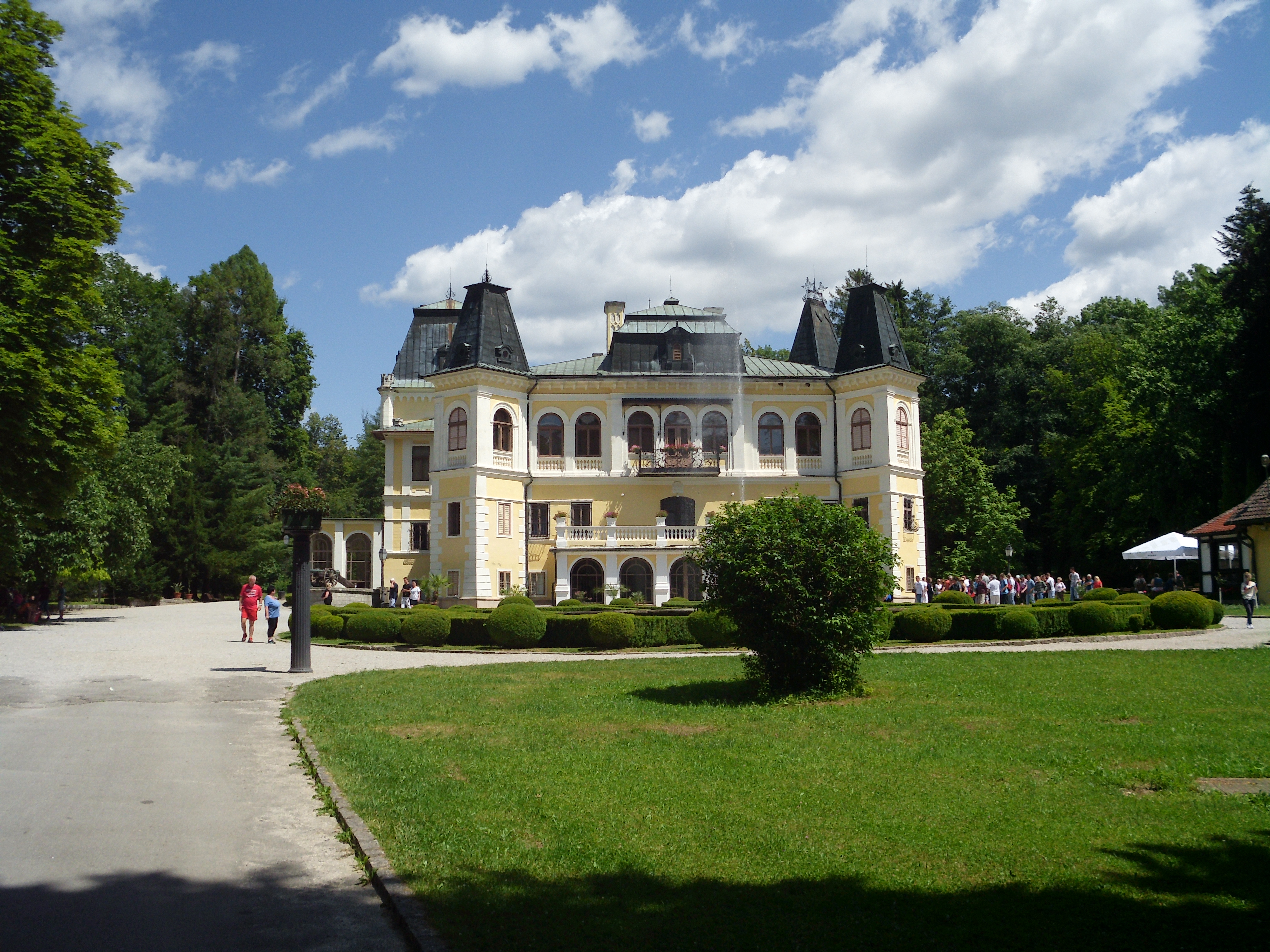
El Palacio de Betliar.

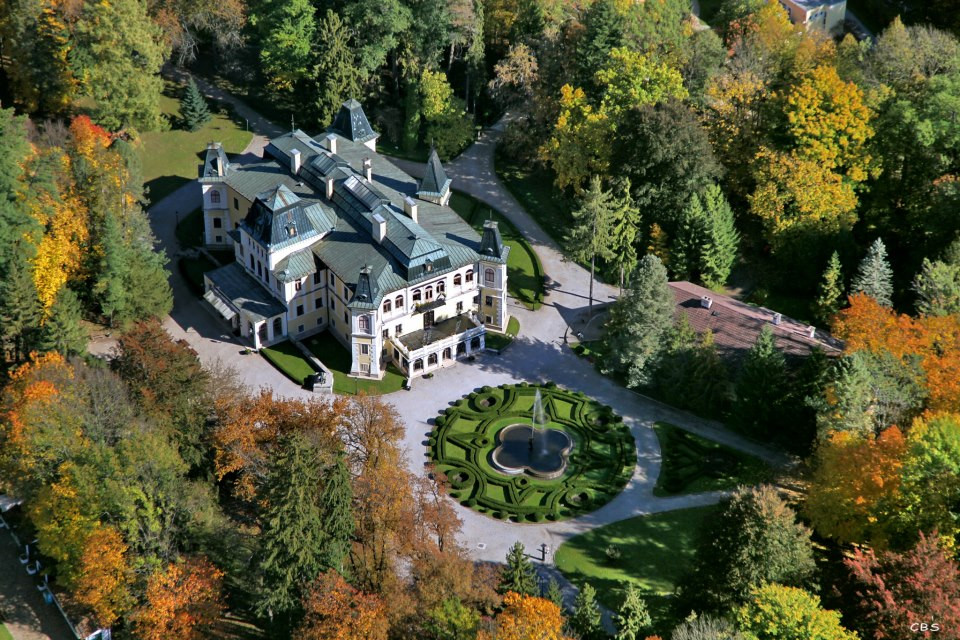
El Palacio de Betliar y sus alrededores.

El palacio de Betliar es uno de los tres palacios que se conservaron después de la Segunda Guerra Mundial en territorio eslovaco y el único que se ha conservado hasta el día de hoy. Se encuentra a 7 km de una pequeña ciudad minera, Rožňava, que se halla en el valle del río Slaná en el sudeste de Eslovaquia, a 75 km de la ciudad de Košice. Se trata de una residencia de caza situada en medio de un parque de estilo inglés en el que se pueden ver obras románticas, una cueva artificial y un salto de agua.

## Historia
Durante la Edad Media la ciudad de Betliar formaba una parte del señorío de Brzotín que, en esa época, pertenecía a la dinastía de los Bebek. Probablemente fueron ellos que habían dejado construir un castillete con foso en el lugar donde hoy se encuentra el Palacio de Betliar.
En 1568 los Bebek se vieron obligados a abandonar el territorio de Alta Hungría por haberse aliado con los turcos durante la expansión del Imperio otomano, quienes en el 1556 habían derrotado al ejército de Fernando I de Habsburgo en el combate de Krásna Hôrka (del eslovaco: Bella Montañita). Después, en 1568 el ejército imperial reconquistó Krásna Hôrka y Pedro I Andrassy fue nombrado el capitán del castillo. Con eso Betliar pasó a ser propiedad de la dinastía de los Andrássy que se mantuvo en el poder durante, aproximadamente, los cuatro siglos posteriores.
1642 fue el año en el que Matías II Andrássy recibió del rey Fernando III de Habsburgo el señorío de Krásna Hôrka y los bienes de Betliar como la propiedad hereditaria de la dinastía de los Andrássy. A los finales del siglo XVII se produjo la división de los bienes con lo que la dinastía se dividió en dos líneas: una parte más grande se quedó en el Palacio de Betliar y la otra se quedó en el Castillo de Krásna Hôrka.

### Historia de la construcción

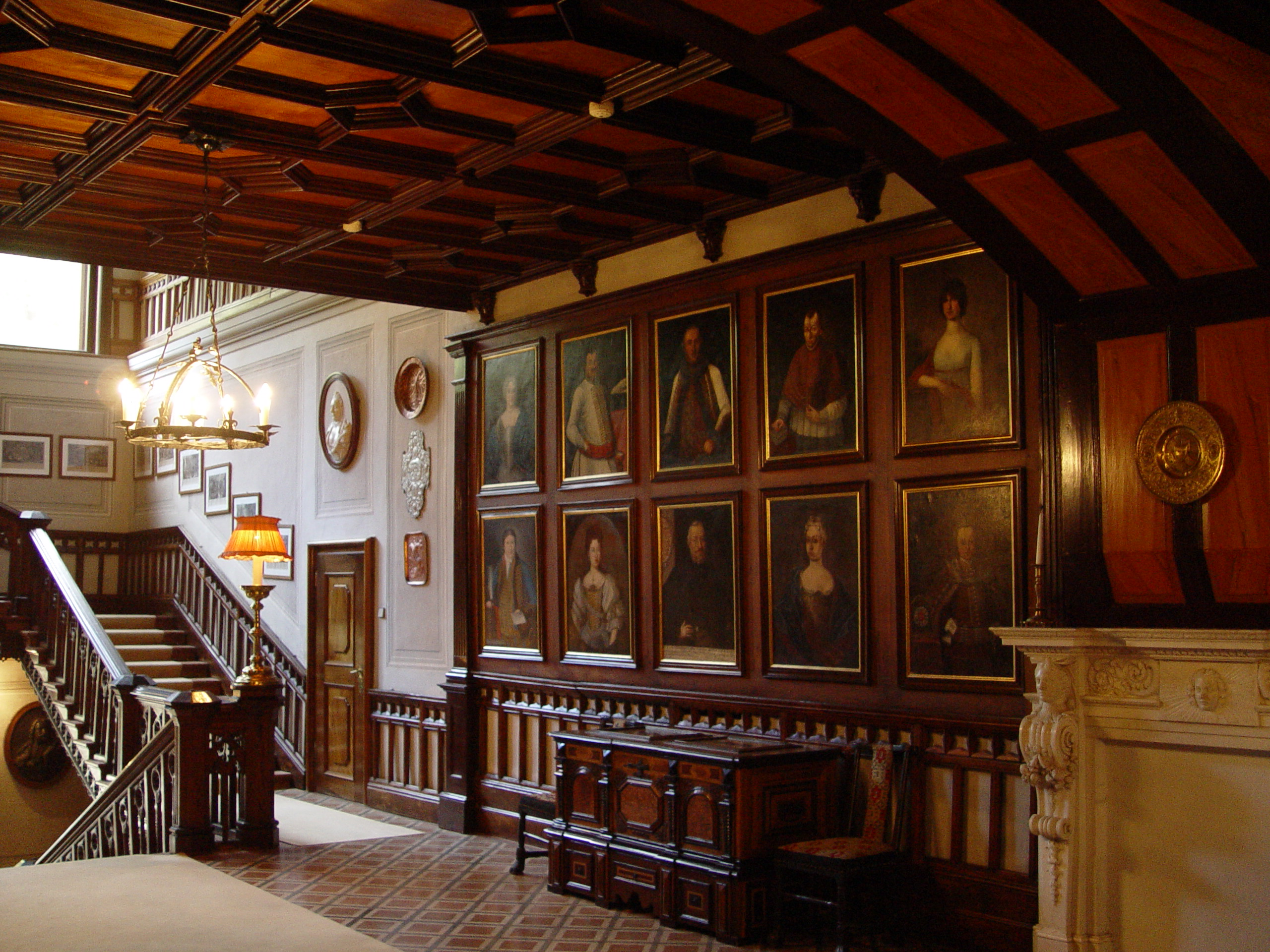
Interior del palacio: la galería.

Los orígenes de la construcción del Palacio de Betliar no se conocen con exactitud, por lo tanto hay varias teorías sobre su construcción. Lo que se sabe es que las bien conservadas bóvedas de lunetas que cubren casi toda la planta principal provienen del siglo XVII.
Se realizaron dos grandes reformas en el palacio, vinculados respectivamente con el crecimiento en importancia de la dinastía Andrássy, que a finales del siglo XVIII obtuvo el título condal y cada vez más participaba en la industria minera.

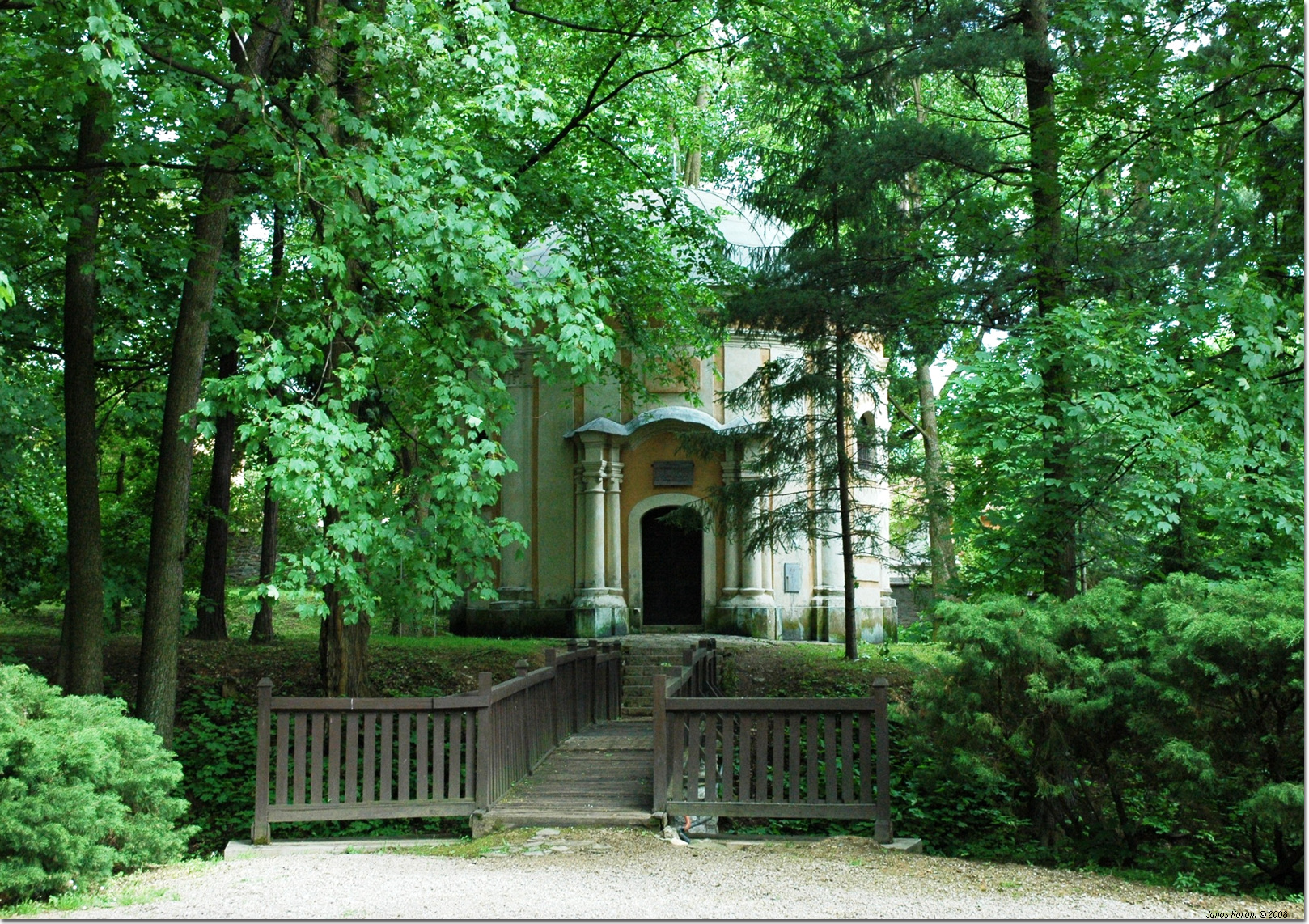
La rotonda de Betliar.

La imagen clasicista que adquirió el Palacio, de la que llevan el testimonio las fuentes archivísticas, aparece en los años 80-90 del siglo XVIII durante el gobierno de Leopoldo Andrássy. Otros rasgos clasicistas que están presentes en la propia arquitectura del palacio son las bóvedas checas y prusianas situadas en el ala septentrional donde se hallaban los apartamentos para los huéspedes. En esa misma época se inició la creación del parque en estilo inglés alrededor del palacio con unas obras románticas, entre las cuales se incluye una rotonda de estilo clasicista que originalmente servía como biblioteca. Desde el año 1905 la biblioteca se halla en el edificio principal del Palacio fundada por Leopoldo Andrássy, un gran coleccionista y masón.

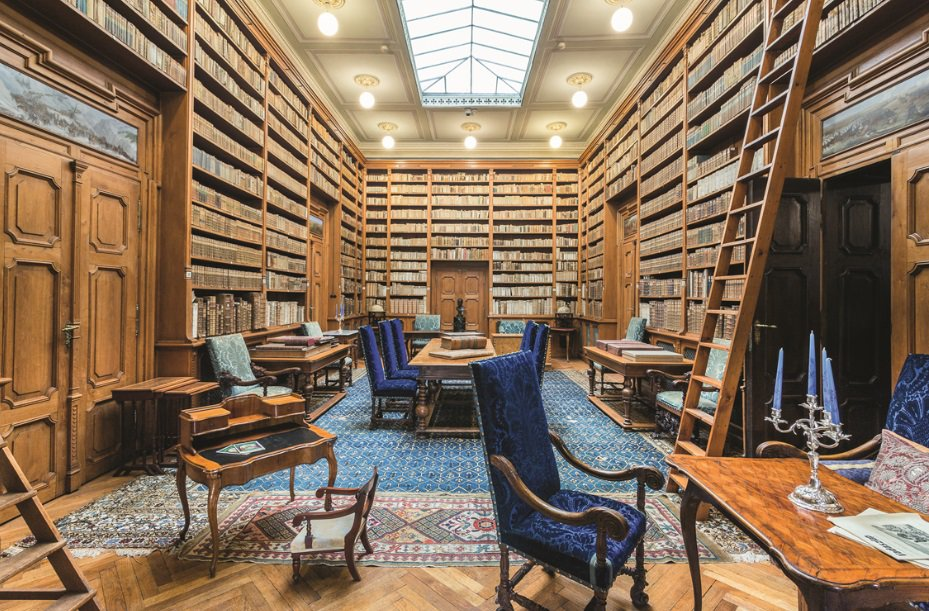
La biblioteca del palacio.

El Palacio quedó en propiedad de los Andrássy hasta el 1945 casi sin interrupción alguna. Solamente por unos cuantos años del siglo XIX pasó a manos de los Nádasdy, que lo vendieron a los Pálffy y a los Grovestins. El conde Emmanuel I Andrássy volvió a conseguir la antigua posesión de su dinastía y se convirtió en un personaje muy importante de la vida sociocultural de la Hungría contemporánea, en la que obtuvo el apodo del “conde de hierro“. Gracias a él se realizó la última gran reconstrucción del Palacio durante los años 1881–1886, que se mantiene hasta nuestros días.

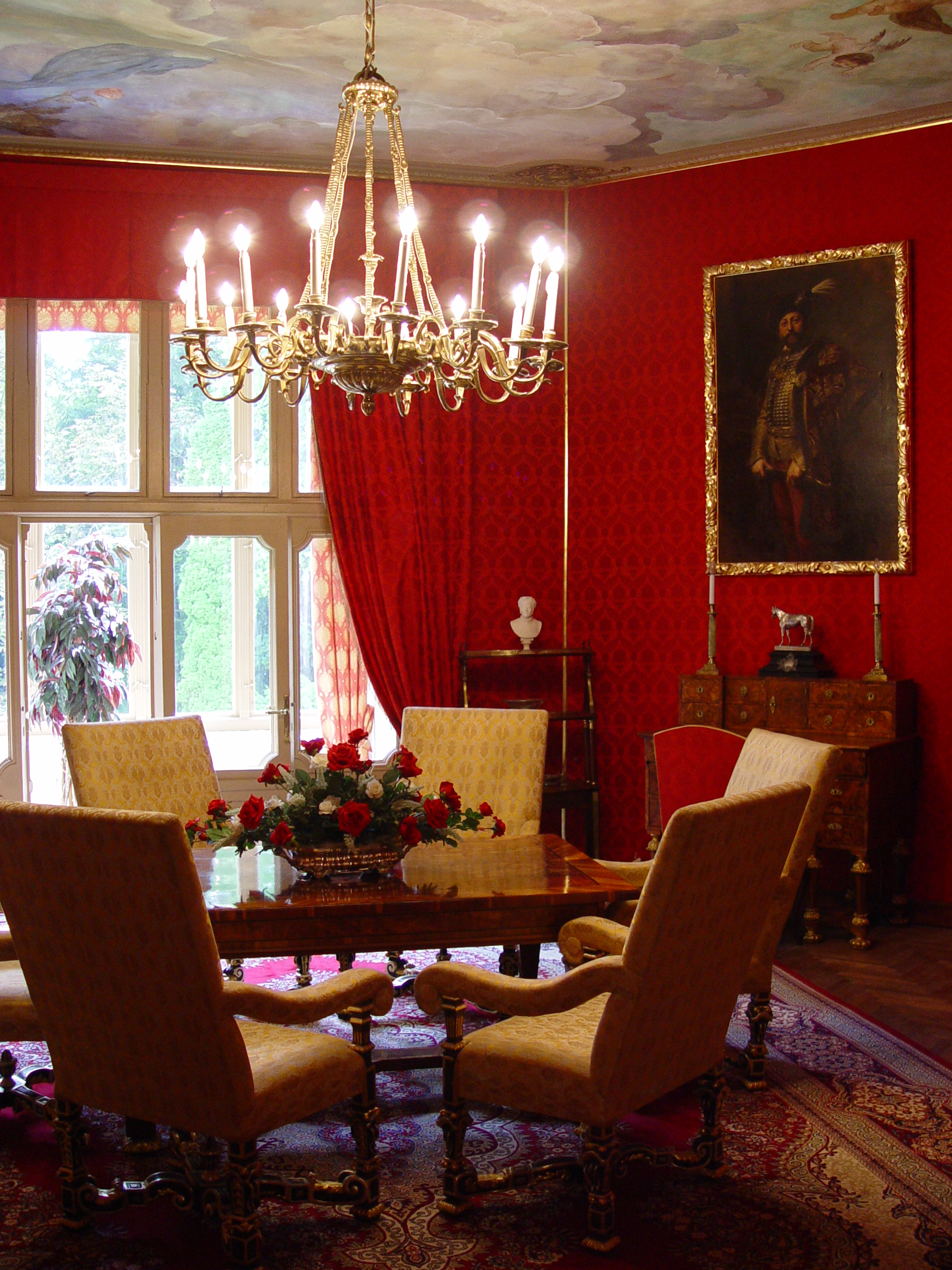
El salón rojo del palacio.

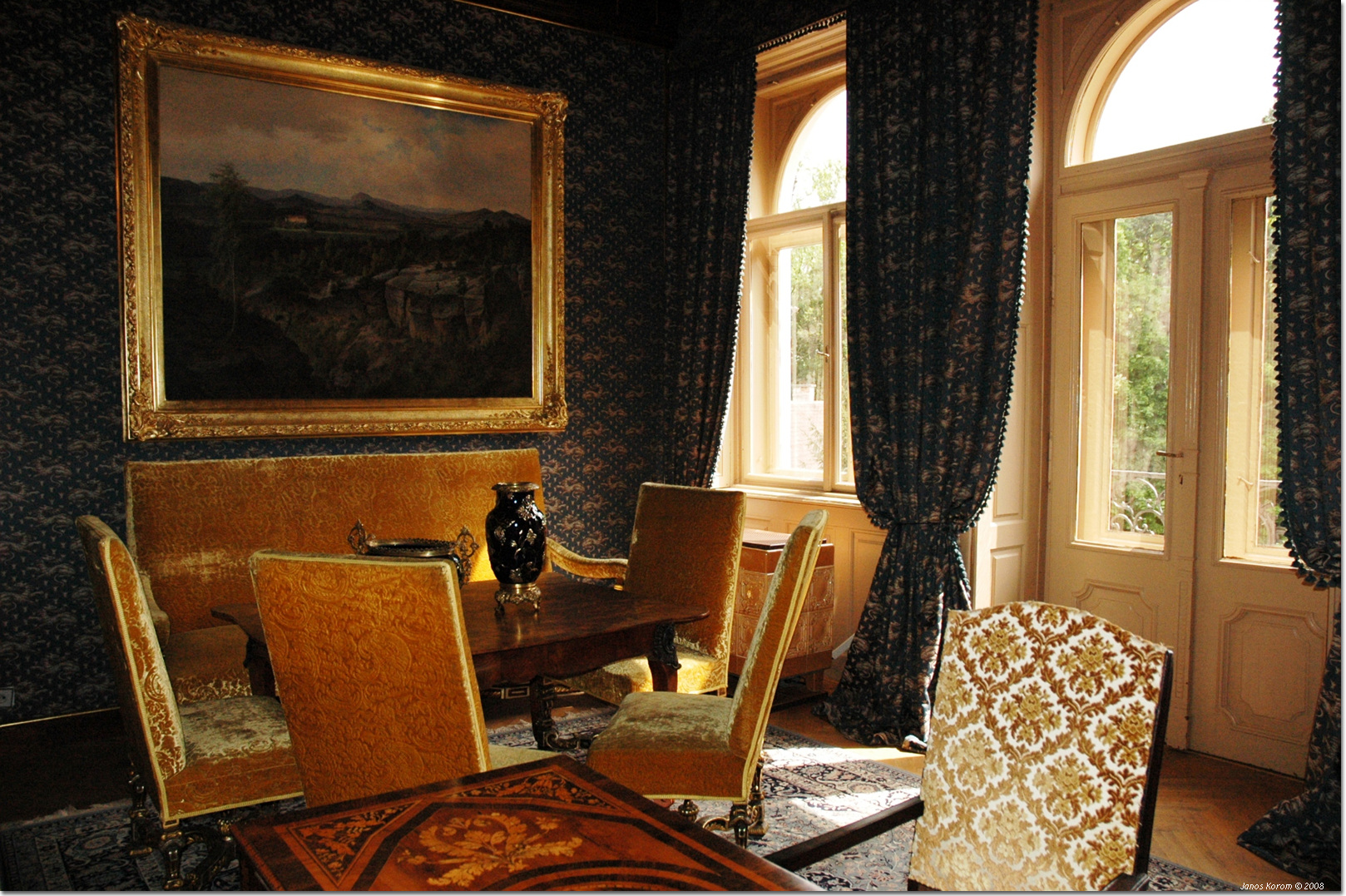
Salón azul.

El aspecto clásico del edificio principal original se sustituyó por una más imagen más romántica, mediante el añadido de una superestructura en la primera planta. En la parte occidental fue construida una robusta torre con escalera de estilo neogótico. En la parte oriental se añadió una torre pequeña que sigue el modelo del Castillo de Hunyad.
La reconstrucción marcó considerablemente el carácter interior del Palacio, ya que su función llegó a ser cinegética-representativa. La primera planta se convirtió en la galería de la dinastía, accesible por la escalera de roble con vidrieras en las paredes laterales. En la planta segunda primero se creó una galería de pintura que posteriormente, a finales del siglo XX, fue reconvertida en biblioteca, en la que actualmente se hallan más que 15 000 volúmenes. Existían también salones, despachos, un cuarto de juego y apartamentos con baño, para el uso de la familia y de los invitados.

### Palacio de Betliar en la actualidad
El Palacio de Betliar en la actualidad sirve como museo y galería de arte. Durante la visita que tarda 50 minutos, los visitantes pueden ver las 44 habitaciones del palacio: dormitorios principales, los dormitorios de los sirvientes, los cuartos de baño —en total hay 16 de los que solo 2 son accesibles al público—, el “salón rojo” de recepción, el “cuarto de porcelana”, el comedor, el cuarto de juego, el salón de té, el salón oriental, la biblioteca, etc.). El conjunto se completa con esculturas, retratos, actas nupciales, muebles originales de los siglos XVIII – XIX, etc.

## Alrededores del Palacio de Betliar

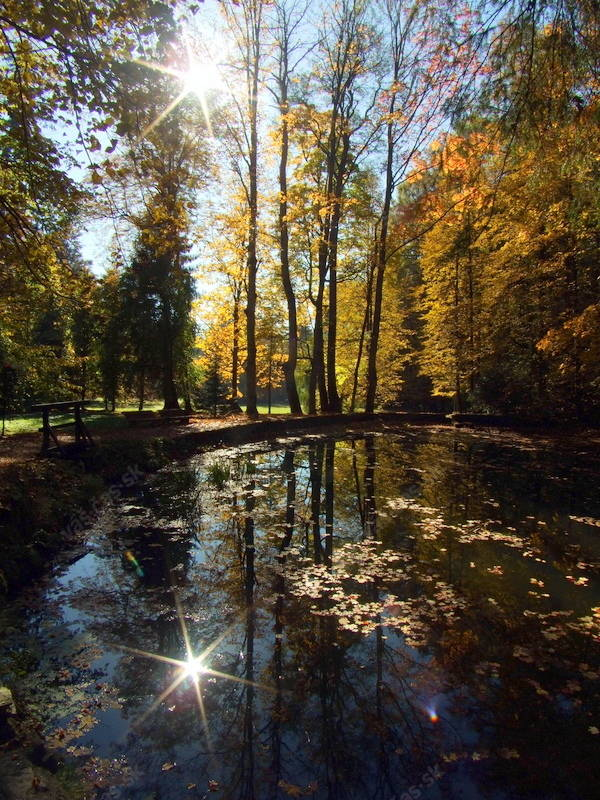
El parque de Betliar: el lago.

Los alrededores del Palacio de Betliar están formados por un parque natural con lugares para descansar, templetes y lagos.